# حركة حقوق الأطفال
تُعد حركة حقوق الطفل حركة تاريخية، وكذلك حركة حديثة، ملتزمة بإقرار حقوق الأطفال والتوسع بها (أو الحد منها) في أنحاء العالم. بدأت الحركة في الجزء الأول من القرن الماضي، وكانت عبارة عن جهود قدمتها مؤسسات حكومية ومجموعات قانونية وأكاديميون ومحامون ومشرّعون وقضاة لبناء نظام من القوانين والسياسات التي تطور وتحمي حياة الأطفال. اختلف تعريف «الطفل» على مدار التاريخ، إلا أن اتفاقية حقوق الطفل التي وضعتها الأمم المتحدة عرّفت الطفل على أنه «أي إنسان لم يتجاوز الثامنة عشرة من عمره، إلا إذا عرّف قانون البلد سن الرشد بأقل من ذلك». لا توجد أي تعريفات لمصطلحات أخرى مستخدمة لوصف الأشخاص صغيري السن كالمراهقين والشباب في القانون الدولي.
تحوّلت الحركة إلى أمور أخرى، بعد القضاء على عمالة الأطفال بصورة فعلية في أجزاء مختلفة من العالم، لكنها تعثرت مرة أخرى باندلاع الحرب العالمية الثانية وعودة الأطفال والنساء لدخول سوق العمل مرة أخرى. كان ثمة حاجة ملحة لعمالة الأطفال، بتواجد ملايين البالغين في الحرب، وذلك لتسيير الأمور في البلاد. عمل الأطفال في أوروبا كسُعاة واستخباراتيين وعمال مقاومة ضد نظام أدولف هتلر.

## نبذة تاريخية

### الحقوق الطبيعية

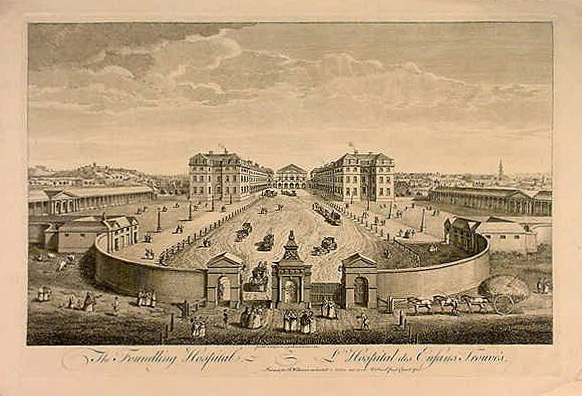
تأسس مستشفى اللقطاء عام 1741 كمسعى خيري لإنقاذ الأيتام

تُعد فكرة وجود حقوق معينة للأطفال فكرة جديدة نسبيًا. تميل التصرفات التقليدية نحو الأطفال إلى اعتبارهم مجرد امتداد للأسرة وأنهم مملوكون لوالديهم أو الوصي القانوني عليهم، أي يبذل الأهل عليهم رقابة أبوية مطلقة.
تغيّرت الأفكار خلال عصر التنوير حين بدأ تنامي تحدي التقاليد على نحو متزايد، وبدأ التأكيد قيمة الاستقلال الذاتي الفردي ونيل الحقوق الطبيعية.
تأسس مستشفى اللقطاء في لندن عام 1741 كمنزل للأطفال الأيتام، لتوفير التعليم لهم والحفاظ عليهم وحمايتهم من التشرد. كتب توماس سبينس، وهو سياسي إنجليزي راديكالي، أول دفاع حديث عن حقوق الأطفال الطبيعية في كتابه حقوق الرضع الذي نُشر عام 1796.

### الإصلاح الاجتماعي
بدأ أطفال لا تتجاوز أعمارهم 6 سنوات، العمل في المصانع ومناجم الفحم، لساعات طويلة وأجر قليل، وفي ظروف غير إنسانية في كثير من الأحيان، وذلك مع بداية الثورة الصناعية. بدأ هذا الاستغلال يشجع على تنامي المعارضة خلال أوائل القرن التاسع عشر. اجتذبت الظروف المروعة للأطفال الفقراء في المناطق الحضرية نظر الطبقة المتوسطة الليبرالية، ولا سيما المؤلف تشارلز ديكنز في روايته أوليفر تويست. بدأ الإصلاحيون الاجتماعيون، كاللورد شافتسبري، في شن حملة قوية ضد هذه الممارسات.
أُنجز تحسين التشريعات بسلسلة من قوانين المصانع التي صدرت خلال القرن التاسع عشر، إذ كانت ساعات عمل الأطفال محدودة ولم يعد مسموحًا لهم بالعمل أثناء الليل. لم يُسمح للأطفال الذين تقل أعمارهم عن تسع سنوات بالعمل، وحُددت ساعات أولئك الذين تتراوح أعمارهم بين 9-16 إلى 16 ساعة في اليوم. طُلب من المصانع توفير تعليم القراءة والكتابة والحساب للمتدربين خلال السنوات الأربع الأولى.
كانت ماري كاربنتر واحدة من المصلحين الاجتماعيين المؤثرين، إذ قامت بحملة نيابة عن الأطفال المهمشين الذين تحولوا إلى جنوح الأحداث. اقترحت، في عام 1851، إنشاء ثلاثة أنواع من المدارس: مدارس نهارية مجانية لعامة السكان، ومدارس صناعية للمحتاجين، ومدارس إصلاحية للأحداث الجانحين. استشارها واضعو مشاريع القوانين التعليمية، ودعوها إلى الإدلاء بشهادتها أمام لجان مجلس العموم. أنشأت، في عام 1852، مدرسة إصلاحية في بريستول.
بدأت حركة حقوق الطفل، في الولايات المتحدة، بتدشين برنامج قطار اليتامى. كثيرًا ما يضطر أطفال المدن الكبرى، عندما يموت والديهم، أو في حالة الفقر المدقع، إلى الذهاب إلى العمل لإعالة أنفسهم أو لإعالة أسرتهم. يتحول الفتيان عمومًا إلى عمال في المصانع أو مناجم الفحم، وتعمل الفتيات كبغايا، أو في الصالونات، أو يذهبن إلى العمل في مصانع مستغلة للعمال. تدفع كل هذه الوظائف أجور تقي غائلة الجوع فحسب.
طالبت ولاية ماساتشوستس، في عام 1852، بذهاب الأطفال إلى المدرسة. أسس تشارلز لورينغ بريس، في عام 1853، جمعية مساعدة الأطفال، التي عملت بجد لإيواء أطفال الشوارع. نُقل الأطفال، في العام التالي، عبر قطار متجه إلى الغرب، حيث جرى تبنيهم، ومُنحوا في كثير من الأحيان فرص عمل. توقف برنامج قطار اليتامى تمامًا بحلول عام 1929، ولكن ظلت مبادئه قائمة.
شُكلت اللجنة الوطنية لعمالة الأطفال، وهي منظمة مكرسة لإلغاء عمالة الأطفال، في تسعينات القرن التاسع عشر. تمكنت من إصدار قانون واحد، ألغته المحكمة العليا بعد عامين لانتهاكه حق الطفل في التعاقد مع عمله. حاول الكونغرس، في عام 1924، تمرير تعديل دستوري يأذن بقانون وطني لعمالة الأطفال. حُظر هذا الإجراء، وأُسقط مشروع القانون في نهاية المطاف. تطلب الأمر نشوء أزمة الكساد الكبير لإنهاء عمالة الأطفال على المستوى الوطني، ققد أصبح البالغون في أمس الحاجة إلى العمل لدرجة قبولهم العمل بأجر مماثل لأجر الأطفال. وقع الرئيس فرانكلين دي روزفلت، في عام 1938، قانون معايير العمل العادلة الذي وضع، في جملة أمور، قيودًا على العديد من أشكال عمل الأطفال.
تناول التربوي البولندي يانوش كورتشاك حقوق الطفل في كتابه كيف تحب طفلًا (وارسو، 1919)، الذي أصبح في ما بعد بعنوان حق الطفل في الاحترام (وارسو، 1929). أصدر فرع منظمة برولتكولت في موسكو، في عام 1917، وذلك في أعقاب الثورة الروسية، إعلانًا لحقوق الطفل.

## وصلات خارجية
- Material on UK child labor and reform movements 1750-1900
- Material on USA child labor and reform movements
- Global Movement for Children
- Red Latino-americana y Caribeña por la defensa de los derechos de los niños y niñas y adolescentes | REDLAMYC
- World Vision
- Plan International
- Enda Tiers Monde
- Save the Children
- UNICEF